# هربرت بیبرمن
هربرت جی بیبرمن (۴ مارس ۱۹۰۰ - ۳۰ ژوئن ۱۹۷۱) فیلم‌نامه‌نویس و کارگردان آمریکایی بود. او از جمله کارگردانانی بود که در اوایل جنگ سرد در لیست سیاه هالیوود قرار گرفت و در سال ۱۹۵۰ از انجمن کارگردانان آمریکا اخراج شد. هرچند در نهایت پس از مرگش و در سال ۱۹۹۷ دوباره نامش در انجمن کارگردانان قرار گرفت. از جمله آثار مهم بیبرمن فیلم نمک زمین (۱۹۵۴) است که درباره اعتصاب معدنچیان روی در شهر گرانت ایالت نیومکزیکو است. این فیلم به سختی در ایالات متحده آمریکا اکران شد.
بیبرمن در سال ۱۹۰۰ در شهر فیلادلفیا از ایالت پنسیلوانیا متولد شد. برادر او ادوارد بیبرمن از هنرمندان نقاش آمریکایی بود. تا پیش از قرار گرفتن او در فهرست سیاه هالیوود و منع فعالیت در استدیوهای فیلم‌سازی، بیبرمن به نویسندگی فیلم‌هایی چون پادشاه محله چینی‌ها (۱۹۳۹)، وقتی فردا می‌آید (۱۹۳۹) و اقدام در عربستان (۱۹۴۴) پرداخت. او همچنین کارگردانی فیلم‌هایی چون مسابقه استاد (۱۹۴۴) و بلیت یک طرفه (۱۹۳۵) را برعهده داشت. بیبرمن در سال ۱۹۳۰ با گیل ساندرگارد، بازیگر هالیوود، ازدواج کرد که این ازدواج تا پایان عمر او ادامه داشت. بیبرمن در سال ۱۹۷۱ بر اثر سرطان استخوان در شهر نیویورک درگذشت.

## فهرست سیاه هالیوود
بیبرمن پس از حمله آلمان به اتحادیه جماهیر شوروی که منجر به برهم خوردن پیمان مولوتوف–ریبنتروپ شد، از جنگ حمایت می‌کرد و به شدت نسبت به حمایت‌های مالی ایالات متحده نسبت به بریتانیا، به عنوان رهبر متفقین غربی، مخالف بود. این موضع‌گیری بیبرمن شک اف‌بی‌آی را برانگیخت که او به عنوان یک یهودی به نازیسم گرایش پیدا کرده است. در سال ۱۹۴۷ کمیته فعالیت‌های ضد آمریکایی کنگره، تحقیقات خود را در مورد صنعت سینما آغاز کرد و بیبرمن یکی از ده‌ها نویسنده و کارگردانان هالیوود بود که به علت تحقیرآمیز بودن فرآیند تحقیق، از پاسخ به کمیته کنگره در خصوص وابستگی به حزب کمونیست خودداری کرد. شواهد ارائه شده در جلسه نشان می‌داد که بیبرمن حداقل از سال ۱۹۴۴ عضو حزب کمونیست بوده است. بیبرمن در نهایت محکوم به شش ماه زندان شد و در لیست سیاه استدیوهای هالیوود قرار گرفت‌‌. بیبرمن پس از آزادی از زندان به طور مستقل از استدیوها به فیلمسازی پرداخت. حاصل این دوران فیلم نمک زمین است که فیلمنامه آن با همکاری مایکل ویلسون نوشته شد و پل جریکو آن را تهیه کرد که هر دو پس از مشارکت در ساخت این فیلم، در لیست سیاه هالیوود قرار گرفتند. نمک زمین توسط کتابخانه کنگره ایالات متحده «از نظر فرهنگی مهم» تلقی شده و برای نگهداری در فهرست ملی فیلم انتخاب شده است.

## میراث
کارل فرانسیس در سال ۲۰۰۰ فیلمی به نام یکی از ده هالیوود را ساخت که به شرح دوران شکل‌گیری فهرست سیاه هالیوود و ساخت فیلم نمک زمین توسط بیبرمن می‌پرداخت. جف گلدبلوم در نقش بیبرمن و گرتا اسکاکی در نقش همسرش، گیل ساندرگارد، نقش آفرینی کردند. در تیتراژ پایانی فیلم آمده است که بیبرمن هرگز به طور رسمی از لیست سیاه حذف نشد و همسرش ساندرگارد تا اندکی قبل از مرگ بیبرمن، نتوانسته بود در هالیوود مشغول به کار شود. عضویت بیبرمن در انجمن کارگردانان آمریکا که در سال ۱۹۵۰ لغو شده بود، در سال ۱۹۹۷ احیاء شد.

## فیلم‌شناسی
| سال  | نام فیلم                                | نقش                 | توضیحات |
| ---- | --------------------------------------- | ------------------- | ------- |
| ۱۹۳۵ | هشت زنگ (Eight Bells)                   | کارگردان            |         |
| ۱۹۳۵ | بلیت یک طرفه (One Way Ticket)           | کارگردان            |         |
| ۱۹۳۶ | با نرو ولف آشنا شوید (Meet Nero Wolfe)  | کارگردان            |         |
| ۱۹۳۹ | پادشاه محله چینی‌ها (King of chainatown) | نویسنده             |         |
| ۱۹۳۹ | وقتی فردا می‌آید (When Tomorrow Comes)   | نویسنده             |         |
| ۱۹۴۴ | اقدام در عربستان (Action in Arabia)     | نویسنده             |         |
| ۱۹۴۴ | مسابقه استاد (The Master Race)          | نویسنده، کارگردان   |         |
| ۱۹۴۴ | دوباره با هم (Together Again)           | نویسنده             |         |
| ۱۹۴۶ | شهر ابیلین (Abilene Town)               | مدیر تولید          |         |
| ۱۹۴۷ | نیو اورلان (New Orleans)                | نویسنده، مدیر تولید |         |
| ۱۹۵۴ | نمک زمین (Salt of the Earth)            | کارگردان            |         |
| ۱۹۶۹ | بردگان (Slaves)                         | نویسنده، کارگردان   |         |